# Championnat d'Albanie de football 1955
Navigation
Championnat d'Albanie 1954 Championnat d'Albanie 1956
Le Championnat d'Albanie de football de Kategoria Superiore 1955 est la 16e édition de ce championnat .

## Classement
| Rang | Équipe                                              | Pts | J  | G  | N  | P  | Bp | Bc | Diff |
| ---- | --------------------------------------------------- | --- | -- | -- | -- | -- | -- | -- | ---- |
| 1    | Dinamo Tirana                                       | 55  | 30 | 25 | 5  | 0  | 74 | 9  | +65  |
| 2    | Partizan Tirana                                     | 55  | 30 | 26 | 3  | 1  | 96 | 15 | +81  |
| 3    | Puna Tirana                                         | 37  | 30 | 16 | 5  | 9  | 50 | 35 | +15  |
| 4    | Dinamo Shkodër                                      | 33  | 30 | 13 | 7  | 10 | 46 | 41 | +5   |
| 5    | Puna Shkodër                                        | 32  | 30 | 11 | 10 | 9  | 30 | 22 | +8   |
| 6    | Dinamo Durrës                                       | 31  | 30 | 10 | 11 | 9  | 34 | 28 | +6   |
| 7    | Puna Vlorë                                          | 31  | 30 | 10 | 11 | 9  | 33 | 37 | -4   |
| 8    | Luftëtari i Shkollës e Oficëreve Enver Hoxha Tirana | 31  | 30 | 11 | 9  | 10 | 38 | 46 | -8   |
| 9    | Puna Korçë                                          | 31  | 30 | 10 | 11 | 9  | 33 | 37 | -4   |
| 10   | Puna Kavajë                                         | 27  | 30 | 8  | 11 | 11 | 37 | 49 | -12  |
| 11   | Tekstilitisti Stalin Yzberish                       | 25  | 30 | 7  | 11 | 12 | 28 | 39 | -11  |
| 12   | Puna Berat                                          | 25  | 30 | 8  | 9  | 13 | 34 | 53 | -19  |
| 13   | Puna Durrës                                         | 23  | 30 | 6  | 11 | 13 | 25 | 40 | -15  |
| 14   | Spartaku Tirana                                     | 22  | 30 | 6  | 10 | 14 | 36 | 46 | -10  |
| 15   | Puna Elbasan                                        | 19  | 30 | 5  | 9  | 16 | 20 | 53 | -33  |
| 16   | Puna Gjirokastër                                    | 6   | 30 | 2  | 2  | 26 | 14 | 82 | -68  |

|  | Champion |
|  | Relégué  |

## Bilan de la saison
| Tableau d'Honneur                 |                    |
| Compétition                       | Vainqueur          |
| Championnat d'Albanie de football | Dinamo Tirana      |
| Coupe d'Albanie de football       | pas de compétition |

| Promotions et relégations     | |
| Relégués en First Division    | Dinamo Shkodër Dinamo Durrës Luftëtari i Shkollës e Oficëreve Enver Hoxha Tirana Tekstilitisti Stalin Yzberish Spartaku Tirana Puna Elbasan Puna Gjirokastër |
| Promus en Kategoria Superiore | aucun |